# Dia del Punt Volat
El Dia del Punt Volat és una efemèride que es celebra cada 24 de gener en commemoració de l'aprovació de les Normes ortogràfiques de la llengua catalana l'any 1913, moment que es considera que va quedar fixada la ela geminada per motius etimològics i de pronúncia. Amb la commemoració es convida tothom a difondre qüestions relacionades amb la grafia a través de les xarxes socials.